# Parc des Montalets
Pour les articles homonymes, voir Montalet.
Le parc des Montalets est un parc du quartier de Meudon-sur-Seine, dans la ville de Meudon, dans les Hauts-de-Seine dans la région Île-de-France, en France.

## Origine du nom
Le quartier doit son nom au lieu-dit « les Montalais ». Ce lieu-dit donne son nom à un vaste domaine, qui s'appelle d'ailleurs couramment dans le temps : « Les Montalais ». On retrouve sur le plan cadastral de Meudon de 1816 la délimitation des Montalais. 
Déjà à l'époque, ce domaine est parfois écrit « Montalets » à la suite d'une erreur d'orthographe. C'est cette erreur même qui s'inscrira dans le temps pour donner son nom à une belle propriété que l'on appellera pompeusement le château des Montalets. Ce dernier n'est pas construit sur le domaine, mais à côté du domaine des Montalais. Lors du démembrement de la propriété par la ville, le parc prend le nom du château et s'appelle « parc des Montalets », nom qui sera également donné au quartier des Montalets.

## Histoire
Dans les années 1990, le projet de la ZAC des Montalets prévoit initialement la construction d'immeubles sur le parc des Montalets. De nombreux Meudonnais s'opposent à ce projet, comme en témoigne notamment le comité de sauvegarde des sites de Meudon.

« 12 - Le parc des Montalets et les carrières. Le parc du château des Montalets constitue le seul espace vert important du secteur d'un seul tenant et planté d'arbres anciens de haute tige. Ce parc, devenu propriété municipale puis recédé, est l'un des points d'appui majeur du "parc des Hautes-Rives" récemment défini. À ce titre, le Comité de Sauvergarde des Sites de Meudon demande que ce parc soit conservé dans son intégralité. En particulier, il ne peut admettre l'implantation prévue de bâtiments et de leurs annexes dans la partie nord qui contient de nombreux arbres de qualité et qui est située en grande partie sur des carrières entrainant des fondations coûteuses »

— Comité de sauvegarde des sites de Meudon, Bulletin N°84 - Page11, 1994
Pour transformer le secteur des Montalets en zone d’activité, la ville de Meudon a créé en 1998 une ZAC, zone d’aménagement concerté. Un plan d’aménagement imposait le respect des caractéristiques architecturales et paysagères de la commune, en accord avec le schéma directeur de la communauté d'agglomération d'alors, le Val de Seine. La ville poursuivait l'objectif de mettre en valeur le patrimoine que représente le parc et le château des Montalets.

## Parc
On accède au parc par le boulevard Anatole France ou encore par le sentier des Blancs. 
Le parc fait 7 000 m2 à flanc de colline et est aujourd'hui un espace de flânerie pour les habitants de Meudon sur Seine. Le parc est dominé par le château des Montalets et abrite plusieurs kiosques anciens.
Le parc est ouvert toute l'année : 
- 1er octobre - 31 mars : 8 h à 18 h
- 1er avril - 30 septembre : 8 h à 20 h.